# Pierre-Isidore Bureau

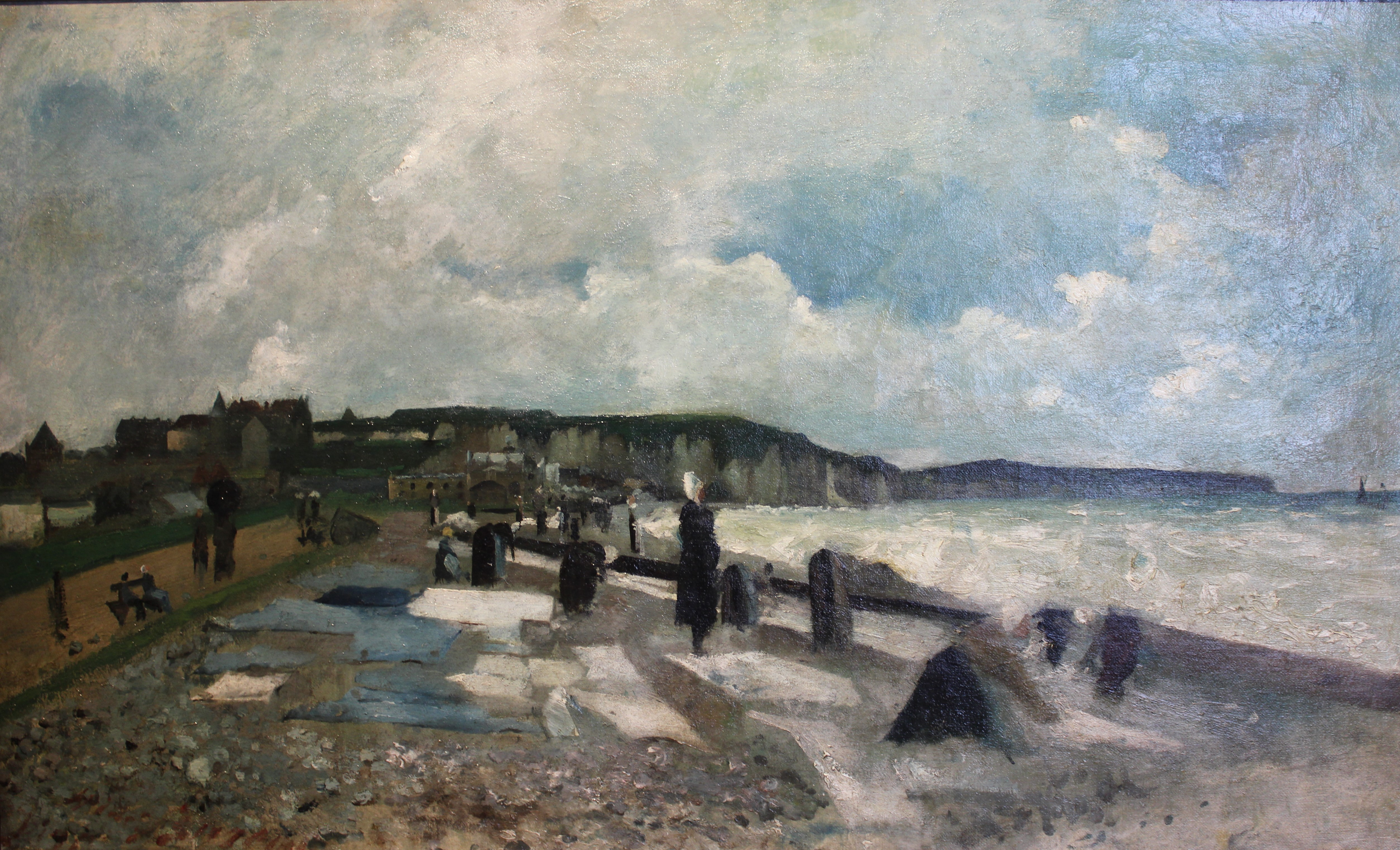
Pierre Isidore Bureau: La Plage de Dieppe (Am Strand von Dieppe)

Pierre-Isidore Bureau (* 28. Februar 1827 in Paris; † 8. Juni 1876 in Lille) war ein französischer Landschaftsmaler und Graphiker. Bekannt wurde er durch seine Teilnahme an der Ersten Impressionisten-Ausstellung 1874 in Paris. Er war mit Théodule Ribot und Eugène Boudin  befreundet und  ein großer Kunstliebhaber und Kunstsammler.

## Leben

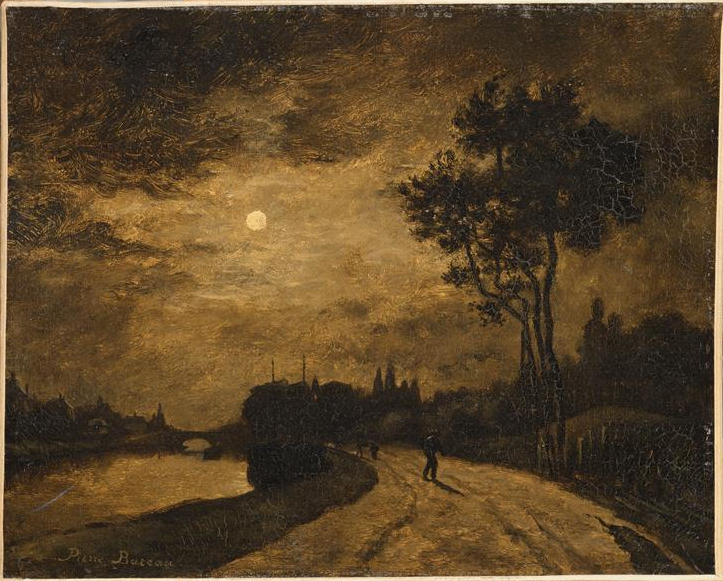
Pierre-Isidore Bureau: Clair de lune sur les bords de l'Oise à l'Isle-Adam (Mondschein am Ufer der Oise in L'Isle-Adam), 1867. Ausgestellt auf der Ersten Impressionisten-Ausstellung 1874 in Paris

Pierre-Isidore Bureau erhielt seine Ausbildung als Maler bei Jules Dupré. Von 1865 bis 1876 stellte er im Pariser Salon aus. Er malte an den Ufern der Oise, in L'Isle-Adam (er lebte in Butry, später in Parmain) und in der Gegend von Arras. Er gehörte 1863 zu den Refusés und nahm 1874 und 1876 an der ersten und zweiten Impressionisten-Ausstellung teil. Titel der vier Gemälde der ersten Ausstellung: Le Clocher de Jouy-le-Comte, Près de l’étang de Jouy-le-Comte, Bords de l’Oise (Isle-Adam) – Clair-de-Lune und Clair-de-Lune.
Er heiratete am 26. August 1869 im Alter von 46 Jahren Aimée Alexandrine Boulard (1844–1907) und stand somit der Familie Boulard sehr nahe, insbesondere dem Maler Auguste Boulard père (1825–1897), seinem Halbbruder, dem Maler und Bildhauer Auguste Boulard fils (1852–1927) und dem Maler Émile-Alexandre Boulard (1863–1943).
Paul (1847–1915), der Sohn von Pierre-Isidore Bureau und seiner Frau, erbte die Kunstsammlung seiner Eltern, die als „Sammlung Paul Bureau“ 1927 bei zwei Auktionen in Paris in der Galerie Georges Petit versteigert wurde.

## Ausstellungen
- Salon des Artistes français, Paris, 1867, Nr. 240. De plâtre et d'or Geoffroy Dechaume 1816–1892 sculpteur romantique de Viollet-le-Duc – Musée Louis Senlecq, l'Isle-Adam, 15. November 1998 bis 11. April 1999.
- L'Oise de Dupré à Vlaminck, bateliers, peintres et canotiers. L'Isle-Adam, Musée d'art et d'histoire Louis Senlecq und Orangerie des Schlosses von Auvers-sur-Oise. 29. April bis 17. September 2007
- Retour vers le futur – un demi siècle d'acquisition. L'Isle-Adam, Musée d'art et d'histoire Louis Senlecq. 21. November 2010 bis 27. Februar 2011.